# Colubrina sordida
Colubrina sordida là một loài thực vật có hoa trong họ Táo. Loài này được M.C.Johnst. mô tả khoa học đầu tiên năm 1963.